# Evelin Võigemast
Evelin Võigemast (født 22. maj 1980 i Tallinn) er en estisk skuespiller. Hendes egentlige fødenavn er "Evelin Pang", som datter af Valdur Pang og Eda Taska (gift "Pang"), og oldeforældrene på moderens side hed Artur Hüüs og Eduard Taska. Evelin Võigemast gik på 21. skole i Tallinn, dimitterede som student fra Tallinna Arte Gümnaasium og opnåede efterfølgende et diplom i klaverspil på Tallinn Musikskole.
I perioden 1998-2002 tog Võigemast en skuespilleruddannelse fra Estlands musik- og teaterakademis skole for scenekunst (20. klasse) med Elmo Nüganen som studievejleder og begyndte i 2002 som skuespiller ved Tallinn Byteater.
I foråret 2013 deltog Võigemast i TV3-showet Su nägu kõlab tuttavalt (dansk oversættelse: "Dit ansigt virker bekendt") og vandt den første sæson. Oven i det valgte dommerne hendes fortolkning af Édith Piaf som deres favorit, fordi præstationen havde gjort dybt indtryk på dem i løbet af serien.

## Privatliv
Den 29. juli 2005 giftede Evelin Võigemast sig med Priit Võigemast, der ligesom hende selv var skuespiller fra Tallinn Byteater og tidligere studiekammerat. I 2007 blev deres datter Loviise født og i 2009 sønnen Lennart. Siden 2011 har Evelins kunstnernavn været "Evelin Võigemast", også efter at Priit Võigemast officielt bekræftede, at parret havde besluttet at blive skilt fra hinanden i slutningen af december 2016.

## Filmografi (udvalg)
- 2023 - 2024 - Elu võimalikkusest maal (tv-serie) – Tiina
- 2023 - Papsid (tv-serie) – Kristiina
- 2022 - Hvem skød Otto Mueller? (tv-serie) – Monika
- 2022 - The Sleeping Beast – Katrin
- 2021 - Elu on Töö on Elu (minserie) – kvinde
- 2020 - On the Water – Ema (Andre's mor)
- 2018 - The Bank (tv-serie) – Ülle Tamm
- 2017 - The Man Who Looks Like Me – Marian
- 2017 - The End of the Chain – kvinde
- 2016 - A Man and A Woman – lærer
- 2005 - 2014 – Õnne 13 (tv-serie) – Ursula Amarante Malone